# 쓰바키모치
쓰바키모치(일본어: 椿餅)는 찹쌀에 소를 넣은 다음 동백잎 두 장으로 싼 떡이다.